# پونتنوره
پونتنوره (به ایتالیایی: Pontenure) یک کومونه در ایتالیا است که در استان پیاچنزا واقع شده‌است. پونتنوره ۳۳٫۸ کیلومتر مربع مساحت و ۵٬۵۷۵ نفر جمعیت دارد و ۶۵ متر بالاتر از سطح دریا واقع شده‌است.